# 무량사 (부여군)
무량사(無量寺)는 충청남도 부여군 외산면 만수리 만수산에 위치한 사찰로 신라 헌강왕 때 범일국사가 창건했다고도 하고, 신라 문성왕 때 창건했다고도 전해진다. 범일국사는 847년 당나라에서 귀국한 이후 무량사를 세운 것으로 보인다. 한때 홍산현에 속하였던 적이 있으므로 홍산 무량사라도도 불린다.

## 문화재
무량사의 극락전은 보물 365호로 지정되어 있는데, 흔하지 않은 중층건물이다. 미륵보살궤불은 보물 제 1265호로 지정되어 있으며, 김시습의 영정이 봉안되어 있는데 보물 제1497호로 지정되었다.
- 무량사괘불 - 충청남도 유형문화재 제149호
- 무량사구지 - 문화재자료 제381호
- 무량사극락전삼장보살탱 - 문화재자료 제380호
- 무량사극락전소조아미타삼존불 - 충청남도 유형문화재 제164호
- 무량사극락전후불탱 - 충청남도 유형문화재 제163호
- 무량사김시습부도 - 충청남도 유형문화재 제25호
- 무량사동종 - 충청남도 유형문화재 제162호
- 무량사미륵불괘불탱 - 대한민국 보물 제1265호
- 무량사오층석탑출토유물 - 충청남도 유형문화재 제100호
- 부여 무량사 극락전 - 보물 제356호
- 부여 무량사 석등 - 보물 제233호
- 무량사 오층석탑- 보물 제185호
- 김시습 초상-보물 제1497호

## 참고 문헌
- 한국의 고건축 - 무량사 극락전 및 일곽, 2000년, 국립문화재연구소